# Luboš Adamec (1994)
Luboš Adamec (* 27. dubna 1994 Brno) je český fotbalový obránce a bývalý mládežnický reprezentant. Od června 2020 je bez angažmá. Hraje na postu stopera (středního obránce).

## Klubová kariéra
Začínal v malých brněnských oddílech a poté i v 1. FC Brno. Od léta 2010 působil v mládežnickém týmu italského Juventusu, kde strávil rok. Pak jej koupil klub AC Sparta Praha. Od října 2012 hostoval v Přední Kopanině.
V srpnu 2013 přestoupil do polského celku Śląsk Wrocław vedeného trenérem Stanislavem Levým, kde hrál nejprve za třetiligový rezervní tým. V Ekstraklase debutoval 16. února 2014 proti Lechu Poznań (porážka 1:2). Ve svém druhém zápase o týden později 23. února vstřelil svou premiérovou branku v polské nejvyšší lize, ale pouze mírnil konečnou porážku 2:3 s Ruchem Chorzów. Dostal se na hřiště v 86. minutě a o dvě minuty později skóroval. V červnu 2014 v klubu skončil.
V polovině října 2014 si našel jako volný hráč angažmá v italském klubu ze Serie D ASD Lupa Castelli Romani. Od ledna 2015 hrál v Nizozemsku za RKSV Leonidas. Od léta 2015 do léta 2019 působil na Maltě. V roce 2019 přešel, jako volný hráč do německého Oberlausitzu Neugersdorfu. Po konci sezóny 2018/19 odešel zpátky na Maltu, konkrétně do Pietà Hotspurs. Od června 2020 je bez angažmá.

## Reprezentační kariéra
Luboš Adamec reprezentoval Českou republiku v mládežnické kategorii do 17 let, kde odehrál 9 zápasů, aniž by se střelecky prosadil. V létě 2011 se zúčastnil Mistrovství světa hráčů do 17 let v Mexiku, kde ČR obsadila se 3 body poslední čtvrtou příčku v základní skupině D.